# Tropicus ladonnae
Tropicus ladonnae is een keversoort uit de familie oevergraafkevers (Heteroceridae). De wetenschappelijke naam van de soort is voor het eerst geldig gepubliceerd in 1984 door Ivie & Stribling.